# Charles Bourdon
Charles Bourdon, né le 4 août 1824 à Paris et mort à Thomery le 26 février 1897 est un peintre français.

## Biographie
Charles Victor Bourdon est le fils de Paul André Bourdon, fleuriste, et de Marie Jeanne Flore Roblin
Il expose au Salon à partir de 1845.
En 1849, il épouse Marguerite Marie Victoire Adam; le peintre Auguste Bonheur est témoin du mariage.
Il meurt à son domicile de By, à l'âge de 72 ans.